# Широкоухи прилепи
Широкоухите прилепи (Barbastella) са род дребни бозайници от семейство Гладконоси прилепи (Vespertilionidae). Включва три вида, разпространени в северните части на Евразия. В България се среща типовият вид широкоух прилеп (Barbastella barbastellus).

## Видове
- Barbastella barbastellus – Широкоух прилеп
- Barbastella beijingensis[1]
- Barbastella leucomelas